# Điểm đến của Qantas

Qantas' current domestic and international destinations.
Destinations
Main Hub (Sydney, Australia)
Hub (Brisbane & Melbourne, Australia)
Secondary Hub (Perth & Adelaide, Australia)
Focus City (Cairns & Darwin, Australia)
Former Qantas destinations now served by their no-frills subsidiary airline, Jetstar Airways, and its sister airlines, Jetstar Asia và Jetstar Pacific.

Qantas có đường bay tới 17 điểm đến trong nước và 21 điểm đến quốc tế tại 15 nước ở Châu Á, Châu Âu, Châu Mỹ, Châu Đại Dương và Châu Phi

 Danh sách dưới đây chỉ bao gồm các chuyến bay trở khách do Qantas và Jetstar trực tiếp khai thác và không bao gồm các điểm đến được thực hiện bởi QantasLink cũng như các chuyến bay do các đối tác khác thực hiện.

## Châu Phi
- Nam Phi
  - Johannesburg - Sân bay quốc tế OR Tambo

## Đông Á
- Trung Quốc
  - Thượng Hải - Sân bay quốc tế Phố Đông Thượng Hải
- Hồng Kông
  - Hồng Kông - Sân bay quốc tế Hồng Kông
- Nhật Bản
  - Tokyo - Sân bay quốc tế Narita
  - Tokyo - Sân bay Haneda
  - Ōsaka - Sân bay quốc tế Kansai
  - Sapporo - Sân bay Chitose mới [theo mùa]

## Nam Á
- Ấn Độ
  - Delhi - Sân bay quốc tế Indira Gandhi (bắt đầu từ ngày 6 tháng 12 năm 2021)

## Đông Nam Á
- Indonesia
  - Jakarta - Sân bay quốc tế Soekarno–Hatt
  - Denpasar - Sân bay quốc tế Ngurah Rai
- Philippines
  - Manila - Sân bay quốc tế Ninoy Aquino
- Singapore
  - Sân bay quốc tế Singapore Changi Secondary Hub
- Thái Lan
  - Bangkok - Sân bay quốc tế Suvarnabhumi

- Anh
  - Luân Đôn - Sân bay London Heathrow Focus City

## Bắc Mỹ
- Hoa Kỳ
  - Honolulu - Sân bay quốc tế Honolulu
  - Los Angeles - Sân bay quốc tế Los Angeles
  - New York City - Sân bay quốc tế John F. Kennedy
  - San Francisco - Sân bay quốc tế San Francisco
  - Dallas - Sân bay quốc tế Dallas-Forth Worth

## Nam Mỹ
- Chile
  - Santiago de Chile - Sân bay quốc tế Arturo Merino Benítez

- Australia
  - Lãnh thổ Thủ đô Úc
    - Canberra - Sân bay quốc tế Canberra

  - New South Wales
    - Sydney - Sân bay quốc tế Kingsford Smith Main Hub

  - Northern Territory
    - Alice Springs - Sân bay Alice Springs
    - Ayers Rock/Uluru - Sân bay Ayers Rock
    - Darwin - Sân bay quốc tế Darwin Focus city

  - Queensland
    - Brisbane - Sân bay Brisbane Secondary Hub
    - Cairns - Sân bay Cairns Focus city
    - Mount Isa - Sân bay Mount Isa
    - Townsville - Sân bay quốc tế Townsville

  - South Australia
    - Adelaide - Sân bay quốc tế Adelaide Secondary Hub
    - Port Lincoln - Sân bay Port Lincoln

  - Tasmania
    - Hobart - Sân bay quốc tế Hobart

  - Victoria
    - Melbourne - Sân bay Melbourne Main Hub

  - Western Australia
    - Broome - Sân bay quốc tế Broome
    - Kalgoorlie - Sân bay Kalgoorlie-Boulder
    - Karratha - Sân bay Karratha
    - Perth - Sân bay Perth Secondary Hub
    - Port Hedland - Sân bay quốc tế Port Hedland
- Nouvelle-Calédonie
  - Nouméa - Sân bay quốc tế La Tontouta
- New Zealand
  - Auckland - Sân bay quốc tế Auckland
  - Christchurch - Sân bay quốc tế Christchurch
  - Queenstown - Sân bay Queenstown
  - Wellington - Sân bay quốc tế Wellington

Châu Phi
- Mauritius
- Zimbabwe - Harare

Châu Mỹ
- Bahamas - Nassau
- Bermuda
- Canada - Toronto, Vancouver^
- Chile - Santiago de Chile
- Mexico - Acapulco, Mexico City
- Hoa Kỳ - Chicago, Seattle

Châu Á
- Bahrain
- Trung Quốc - Bắc Kinh, Quảng Châu
- Đài Loan - Đài Bắc
- Đông Timor - Dili
- Ấn Độ - Delhi, Kolkata
- Indonesia - Denpasar*
- Iran - Tehran
- Nhật Bản - Fukuoka, Nagoya, Osaka*, Sapporo
- Malaysia - Kuala Lumpur
- Pakistan - Karachi
- Hàn Quốc - Seoul
- Sri Lanka - Colombo
- Syria - Damascus
- Việt Nam - TP. Hồ Chí Minh

Châu Âu
- Áo - Vienna
- Pháp - Paris
- Hy Lạp - Athens
- Ý - Rome
- Hà Lan - Amsterdam
- Serbia - Belgrade
- Tây Ban Nha - Madrid
- Anh - Manchester

Châu Đại Dương
- Australia - Burnie, Bathurst, Dunk Island, Gold Coast*, Hamilton Island*, Kangaroo Island, Kununurra, Melbourne-Essendon, Orange, Port Lincoln, Proserpine*, Sunshine Coast*, Toowoomba, Winton
- New Zealand - Rotorua
- Fiji - Nadi
- French Polynesia - Papeete
- Papua New Guinea - Port Moresby
- Vanuatu - Port Vila

(Note: destinations indicated with an asterisk (*) are now being served by subsidiary Jetstar Airways, and sister airlines Jetstar Asia Airways và Jetstar Pacific Airlines.

(Note: destinations indicated with (^) are destinations which will commence with Jetstar International upon the arrival of the Boeing 787s.)